# Забаштівка
Забаштівка — колишнє село в Україні, підпорядковувалося Бригадирівській сільській раді Ізюмського району Харківської області.
Дата зникнення початок 1980 років (село примусово винудили виселитися , головою колгоспу був чоловік з призвіщем Заїка. Його дуже не поважали місцеві мешканці). Частина людей виїхали в місто Ізюм, частина в села Липчанівку та Бригадирівка. 
Після другої світової війни головою колгоспу був Забашта Лаврентій Єрефеєвич. Взагалі в селі було багато людей з цим прізвищем.  
В селі була велика колгоспна пасіка і фруктовий сад.
Були ферми, дитячий садок, школа .
Село знаходилося за 5,5 км східніше Липчанівки.

## Принагідно
- Забаштівка
- Бригадирівка, Ізюмський район [Архівовано 4 лютого 2016 у Wayback Machine.]